# XGBoost
XGBoostは、 C++、Java、Python、R、Julia、Perl 、Scala用の正則化勾配ブースティングフレームワークを提供するオープンソースソフトウェアライブラリ。
Linux、Windows、macOSで動作する。
プロジェクトの説明によると、「スケーラブルでポータブルな分散型勾配ブースティング（GBM、GBRT、GBDT）ライブラリ」を提供することを目的としている。
単一のマシンだけでなく、分散処理フレームワークであるApache Hadoop、Apache Spark、Apache Flink、Daskでも動作する。
機械学習コンテストの優勝チームの多くが選択するアルゴリズムとして、人気と注目を集めている。
同様に勾配ブースティングに基づくアルゴリズムとして、LightGBMとCatBoostが存在する。

## 歴史
XGBoostは、Distrubuted (Deep) Machine Learning Community (DMLC) グループの一員であるTianqi Chen氏の研究プロジェクトとしてスタートした。当初は、libsvmの設定ファイルで設定可能なターミナル・アプリケーションだった。 Higgs Machine Learning Challenge で優勝した際に使用されたことで、機械学習コンテストの世界で広く知られるようになった。その後すぐにPythonとRのパッケージが作られ、Java、Scala、Julia、Perl、その他の言語のパッケージ実装ができた。これにより、XGBoost はより多くの開発者に利用されるようになり、Kaggleコミュニティでも人気を博し、多くのコンペティションで利用されている。
すぐに他の多くのパッケージと統合され、それぞれのコミュニティでの使用が容易になった。
Pythonユーザーにはscikit-learn、Rユーザーにはcaretパッケージと統合された。
また、抽象化されたRabitとXGBoost4Jを使って、Apache Spark、 Apache Hadoop、Apache FLINK などのデータフローフレームワークに統合することもできる。XGBoostは、OpenCL for FPGAでも利用できる 。
XGBoostの効率的でスケーラブルな実装は、Tianqi ChenとCarlos Guestrinによって発表された。

## 特徴
XGBoostは、他の勾配ブースティングアルゴリズムとは異なる、以下の様な特徴を持っている。
- Clever penalization of trees
- A proportional shrinking of leaf nodes
- Newton Boosting
- Extra randomization parameter
- Implementation on single, distributed systems and out-of-core computation
- Automatic Feature selection

## アルゴリズム
XGBoostは、関数空間でニュートンラフソンとして動作する。関数空間で勾配降下法として機能する勾配ブースティングとは異なり、損失関数に2次テイラー近似を使用してニュートンラフソン法との関連性を持たせている。

一般的な非正則化 XGBoost アルゴリズムは次の通り。
Input: training set {\displaystyle \{(x_{i},y_{i})\}_{i=1}^{N}}, a differentiable loss function {\displaystyle L(y,F(x))}, a number of weak learners {\displaystyle M} and a learning rate {\displaystyle \alpha }.
Algorithm:
1. Initialize model with a constant value:
{\displaystyle {\hat {f}}_{(0)}(x)={\underset {\theta }{\arg \min }}\sum _{i=1}^{N}L(y_{i},\theta ).}
2. For m = 1 to M:
  1. Compute the 'gradients' and 'hessians':
{\displaystyle {\hat {g}}_{m}(x_{i})=\left[{\frac {\partial L(y_{i},f(x_{i}))}{\partial f(x_{i})}}\right]_{f(x)={\hat {f}}_{(m-1)}(x)}.}
{\displaystyle {\hat {h}}_{m}(x_{i})=\left[{\frac {\partial ^{2}L(y_{i},f(x_{i}))}{\partial f(x_{i})^{2}}}\right]_{f(x)={\hat {f}}_{(m-1)}(x)}.}
  2. Fit a base learner (or weak learner, e.g. tree) using the training set {\displaystyle \displaystyle \{x_{i},-{\frac {{\hat {g}}_{m}(x_{i})}{{\hat {h}}_{m}(x_{i})}}\}_{i=1}^{N}} by solving the optimization problem below:
{\displaystyle {\hat {\phi }}_{m}={\underset {\phi \in \mathbf {\Phi } }{\arg \min }}\sum _{i=1}^{N}{\frac {1}{2}}{\hat {h}}_{m}(x_{i})\left[-{\frac {{\hat {g}}_{m}(x_{i})}{{\hat {h}}_{m}(x_{i})}}-\phi (x_{i})\right]^{2}.}
{\displaystyle {\hat {f}}_{m}(x)=\alpha {\hat {\phi }}_{m}(x).}
  3. Update the model:
{\displaystyle {\hat {f}}_{(m)}(x)={\hat {f}}_{(m-1)}(x)+{\hat {f}}_{m}(x).}
3. Output {\displaystyle {\hat {f}}(x)={\hat {f}}_{(M)}(x)=\sum _{m=0}^{M}{\hat {f}}_{m}(x).}

## 賞
2006年
- ジョン・チェンバース賞[20]
- High Energy Physics Meets Machine Learning Award（HEP Meets ML[21]